# Putain de série !
Putain de Série ! est une web-série française de comédie écrite par Daive Cohen et réalisée par Julius Berg. Diffusée du 20 octobre 2008 jusqu'à 2009 environ, d'abord sur un site officiel puis sur YouTube par la suite, elle suit les séances d'écriture d'une équipe de scénaristes chargée d'écrire la deuxième saison d'une série sentimentale à destination des ménagères.

## Synopsis
Dan et Sofia, scénaristes et ex-amants, se retrouvent pour diriger l'atelier d'écriture de la saison 2 de Des robes et des hommes, série sentimentale centrée sur les intrigues amoureuses au sein d'un cabinet d'avocats spécialisés en droit fiscal. L'objectif : faire encore mieux que la saison 1 tout en maintenant une cadence élevée d'un épisode à écrire par semaine. À la rencontre de leur équipe, ils vont vite réaliser que la tâche risque de s'avérer ardue. Entre Abraham, l'obsédé sexuel à tendance paranoïaque, l'inquiétant Milou et son crochet, Clothilde qui parle si bas que personne ne l'entend et les vieilles rancœurs de Sofia, Dan se demande vraiment s'il a eu raison de signer pour une nouvelle saison…

## Distribution
Casting selon SensCritique  :
- Jonathan Cohen : Dan
- Sophie Le Tellier : Sofia
- Nathaniel Corcos : Abraham
- Rebecca Azan : Valentine
- Joanne Collombet : Isabelle
- François Bureloup : Jerry
- Philippe Sax : Milou
- Amélie Ressigeac : Clothilde
- Macha Béranger : Yvette

## Développement et réalisation
L'idée de la série a été inspirée par la remise en question des méthodes de production des séries télévisées françaises. La popularité de ces dernières va déclinant au début des années 2000 et l'industrie cherche à comprendre pourquoi. La série met en scène ces questionnements tout en tentant d'explorer des formats de diffusion nouveaux pour l'époque (webséries, vidéo à la demande),. 
La série abordant elle-même la création d'une série, elle utilise la technique de la mise en abyme. L'effet comique tient principalement du vaudeville, le scénario étant riche en péripéties farfelues. Cela est renforcé par la réalisation (inspirée par le The Office britannique) qui reprend les codes du style documentaire : un contraste comique est créé grâce à l'intercalage des échanges entre scénaristes (interaction de groupe plus ou moins "politiquement correcte") et des séquences en confession camera (intimistes et propices à l'honnêteté).

## Production et diffusion
La série a été financée par placement de produit en accord avec la société Marques & Films et par un partenariat avec les magasins Texto. Elle a été qualifiée de cross-média à sa sortie, car pensée pour être vue à la télévision, sur Internet et sur mobile. L'intention de la production était à l'origine d'adopter un format hybride avec des épisodes quotidiens de 5 minutes assortis d'épisodes hebdomadaires de 26 minutes.